# Universiada de vară din 2015
A 28-a ediție a Universiadei de vară s-a desfășurat în perioada 3-14 iulie 2015 la Gwangju în Coreea de Sud. 12.986 de sportivi din 146 de țări au participat în cadrul a 21 de sporturi (13 discipline obligatorii și 8 facultative).

## Sporturi
- Acvatic
  -  Natație (42)
  -  Polo pe apă (2)
  -  Sărituri în apă (12)
- Atletism (50)
- Badminton (8)
- Baseball (2)
- Baschet (2)
- Canotaj (13)
- Fotbal (2)
- Golf (4)
- Gimnastică
  -  Gimnastică artistică (14)
  -  Gimnastică ritmică (8)
- Handbal (2)
- Judo (18)
- Scrimă (12)
- Taekwondo (21)
- Tenis de câmp (7)
- Tenis de masă (7)
- Tir (34)
- Tir cu arcul (10)
- Volei (2)

## Clasamentul pe medalii
Legendă
  *   Țara gazdă
  *   România
| Loc | Țară                       | Aur | Argint | Bronz | Total |
| --- | -------------------------- | --- | ------ | ----- | ----- |
| 1   | Coreea de Sud              | 47  | 32     | 29    | 108   |
| 2   | Rusia                      | 34  | 39     | 49    | 122   |
| 3   | China                      | 34  | 22     | 16    | 72    |
| 4   | Japonia                    | 25  | 25     | 35    | 85    |
| 5   | Statele Unite ale Americii | 20  | 15     | 19    | 54    |
| 6   | Franța                     | 13  | 9      | 8     | 30    |
| 7   | Italia                     | 11  | 15     | 17    | 43    |
| 8   | Ucraina                    | 8   | 17     | 6     | 31    |
| 9   | Iran                       | 7   | 2      | 6     | 15    |
| 29  | România                    | 1   | 3      | 3     | 7     |

## Legături externe
- Site-ul oficial al competiției